# Diathrausta
Diathrausta is een geslacht van vlinders uit de familie van de grasmotten (Crambidae), uit de onderfamilie van de Spilomelinae. De wetenschappelijke naam van dit geslacht is voor het eerst voorgesteld door Julius Lederer in een publicatie uit 1863.

## Soorten
- D. angustella Dyar, 1913
- D. brevifascialis (Wileman, 1911)
- D. cacalis Dyar, 1913
- D. cubanalis Dyar, 1913
- D. delicata (Warren, 1896)
- D. griseifusa Hampson, 1917
- D. harlequinalis Dyar, 1913
- D. leucographa Hampson, 1917
- D. lypera Tams, 1935
- D. media Maes, 2019
- D. minutalis (Druce, 1899)
- D. nerinalis (Walker, 1859)
- D. ochreipennis (Butler, 1886)
- D. ochrifuscalis (Hampson, 1903)
- D. picata (Butler, 1889)
- D. plumbealis (Warren, 1896)
- D. profundalis Lederer, 1863
- D. reconditalis (Walker, 1859)
- D. semilunalis Maes, 2006
- D. stagmatopa (Meyrick, 1933)
- D. yunquealis Schaus, 1940